# Аксиологическая лингвистика
Аксиологическая лингвистика (Лингвоаксиология) — сфера междисциплинарного знания, которая изучает воплощение ценностей в языковом сознании и коммуникативном поведении. "Доминанты сознания и
поведения в концентрированном виде выражаются как ценности
культуры, систематическое осмысление которых в языке дает основание выделить аксиологическую лингвистику – новую область интегративного гуманитарного знания"..

## Становление и развитие аксиологической лингвистики
Одними из первых аксиологические особенности языка исследовали   Н. Д. Арутюнова и Е. М. Вольф. В своих работах они описывают природу оценки, разновидности оценочных значений, способы их реализации, а также рассматривают оценку как отдельную категорию, сопоставляя ее смежным отраслям гуманитарных наук. Н. Д. Арутюнова поднимает одну из основных проблем
аксиологии - первичность/вторичность абсолютной и сравнительной оценок.. Е. М. Вольф исследует семантику оценки, подчеркивая такие ее особенности, как модальность и наличие субъективного фактора.
.